# Kraftwerk Erstfeldertal
Das Kraftwerk Erstfeldertal ist ein Mitteldruck-Laufwasserkraftwerk am Alpbach in der Gemeinde Erstfeld im Kanton Uri in der Schweiz, das seit November 2020 in Betrieb ist.

## Geschichte
Bereits 1918 wurden Versuche durchgeführt, den Fulensee▼ auf 1705 m Höhe zuhinterst im Erstfeldertal aufzustauen, was aber nicht weiter verfolgt wurde. Eine Wasserfassung am Alpbach war auch Teil des Urserenkraftwerkprojektes von 1943/44, wo das Wasser als Nebenzufluss in den Zentralen in Erstfeld verarbeitet worden wäre. Das Projekt zur Kraftnutzung des Alpbachs wurde längere Zeit nicht mehr weiterverfolgt, weil die Gemeinde Erstfeld das Versiegen von Trinkwasserquellen befürchtete. 2017 wurde vom Elektrizitätswerk Altdorf ein Projekt mit reduzierter Fallhöhe wieder aufgenommen, doch es war Eile geboten um zu verhindern, dass die von den Gemeindewerken Erstfeld garantierte Kostendeckende Einspeisevergütung (KEV) verfällt. Das Konzessionsgesuch für das Kraftwerk wurde im März 2018 eingereicht, im November des gleichen Jahres wurde die Baubewilligung für das Kraftwerk erteilt. Im Mai 2019 erfolgte der Spatenstich für den Bau des Kraftwerks, die Inbetriebnahme erfolgte im November 2020.

## Technik
Das Wasser des Alpbachs wird bei Schopfen▼ gefasst, wo es in einem unterirdischen Entsander behandelt wird, bevor es in einer 1100 m langen Druckrohrleitung zur Zentrale im Ortsteil Spätach von Erstfeld geführt wird. Im Maschinenhaus werden drei Pelton-Turbinen aufgestellt – zwei haben eine Leistung von je 5,75 MW, eine dritte eine Leistung von 0,65 MW.